# Трей (коммуна)
Трей (фр. Treilles) — коммуна во Франции, находится в регионе Лангедок — Руссильон. Департамент коммуны — Од. Входит в состав кантона Сижан. Округ коммуны — Нарбонна.
Код INSEE коммуны — 11398.

## Население
Население коммуны на 2008 год составляло 182 человека.
| 1962 | 1968 | 1975 | 1982 | 1990 | 1999 | 2008 |
| ---- | ---- | ---- | ---- | ---- | ---- | ---- |
| 118  | 137  | 104  | 108  | 135  | 163  | 182  |

## Экономика
В 2007 году среди 127 человек в трудоспособном возрасте (15—64 лет) 82 были экономически активными, 45 — неактивными (показатель активности — 64,6 %, в 1999 году было 63,4 %). Из 82 активных работали 60 человек (32 мужчины и 28 женщин), безработных было 22 (11 мужчин и 11 женщин). Среди 45 неактивных 13 человек были учениками или студентами, 18 — пенсионерами, 14 были неактивными по другим причинам.